# 桜井修次
桜井 修次（さくらい しゅうじ、1948年-　）は、日本の工学者。学位は、博士（工学）（北海道大学）。北海学園大学名誉教授。「櫻井修次」とも表記される。

## 人物
北海道函館市出身。1976年北海学園大学工学部卒業。1978年北海道大学大学院工学研究科修士課程修了。1978年北海道美唄工業高等学校建築科教諭。1982年北海学園大学工学部講師。1983年北海学園大学工学部助教授。1988年北海学園大学工学部教授（構造力学）。1991年北海学園大学大学院工学研究科教授。2017年北海学園大学定年退職。同名誉教授。同大学院工学研究科非常勤講師。
専門は、建築構造学。特に、建築物設計用雪荷重の評価法、骨組み構造物の信頼性解析の研究。
1996年　博士（工学）。論文の題は「建築物設計用雪荷重の評価に関する基礎的研究」。

## 受賞歴
- 2002年　日本雪工学会・学会賞（学術賞）受賞

## エピソード
北海学園大学では谷吉雄ゼミに所属し、北海道大学大学院では城攻に師事した。